# Warm Sounds
Warm Sounds was een Britse psychedelische rockband die in 1967 en 1968 kort bestaan heeft.
Warm Sounds bestond uit het muzikantenduo Barry Husband (Younghusband), een voormalig lid van Tuesday's Children, en Denver Gerrard. In 1967 namen ze de single Birds and Bees op voor het Deram Records label. De single werd veel gedraaid door het piratenradiostation Wonderful Radio London, waar het ook op de eerste plek van de eigen hitlijst kwam. In de UK Singles Chart bereikte het plek 27.
Hun tweede single was Nite Is A Comin' en werd geen succes. Na een overstap naar Immediate Records bracht het duo hun derde single Sticks And Stones uit. Toen ook deze single geen succes werd, ging de band uit elkaar. Husband sloot zich eerst aan bij Hapshash and the Coloured Coat en vervolgens bij Donovan's band Open Road. Gerrard streefde, zonder succes, naar een carrière als soloartiest.

## Singles
De drie singles in detail
- mei 1967 (NL): platenlabel Deram Records DM120 (internationaal); zie Birds and Bees
- september 1967: platenlabel Stateside ((NL): Immediate Records IM058 (UK)
  - A-kant: Sticks and Stones (3:24) geschreven door Younghusband en Gerrad, muziekproducent Mike Hurst en arrangeur Lew Warburton
  - B-kant: Angeline (2:36), geschreven door idem, muziekproducent en arrangeur idem
- 26 januari 1968 (NL): platenlabel Deram Records DM 174 (internationaal met vermelding van releasedatum)
  - A-kant: Nite Is A-Comin’, geschreven door Gerrard en Younghusband, muziekproducent Warm Sounds, arrangeur Gerrard
  - B-kant: Smeta Murgaty, geschreven geproduceerd en gearrangeerd door idem
- 1990 (NL): platenlabel Deram Records 882192-7 (NL)
  - A-kant: Birds and Bees (2:19; zie boven
  - B-kant: Cat Stevens: I Love My Dog (2:18)

Alhoewel vrij onbekend gebleven verschenen de liedjes regelmatig op verzamelalbum is het compact disctijdperk.

## NPO Radio 2 Top 2000
| Nummer met noteringen in de NPO Radio 2 Top 2000 | '00  | '01  | '02  | '03 | '04  |
| ------------------------------------------------ | ---- | ---- | ---- | --- | ---- |
| Birds and Bees                                   | 1418 | 1050 | 1772 | -   | 1684 |

1. ↑  Een '-' betekent dat het nummer niet was genoteerd en een vetgedrukt getal geeft de hoogste notering aan.
2. ↑  2000 was het eerste jaar met een notering voor dit nummer.
3. ↑  Deze tabel is bijgewerkt tot en met de laatste editie (2024).